# بچه‌های محله ما
بچه‌های محله ما یا پسران جبلاوی (به عربی: اولاد حارتنا) داستان بلند نجیب محفوظ است. این داستان در سال ۱۹۵۹ در روزنامه الأهرام منتشر می‌شد. نشر این داستان مخالفت بسیاری از شخصیت‌های مذهبی مصر را برانگیخت؛ تا این که سرانجام نشر این کتاب در مصر ممنوع شد. این کتاب نخستین بار در سال 1967  در لبنان چاپ شد. فلیب استوارت آن را به انگلیسی برگرداند و این کتاب شهرتی جهانی پیدا کرد.
عمر عبد الرحمن، مفتی نابینای مصری این کتاب را کفر تلقی کرد:
سلمان رشدی مؤلف کتاب آیات شیطانی و نجیب محفوظ نویسنده کتاب أولاد حارتنا هر دو مرتدند، و هر کس که از اسلام به سوء سخن بگوید، شکی نیست که باید کشته شود؛ و اگر نجیب محفوظ را کشته بودیم، سلمان رشدی ظهور نمی‌کرد.»
سرانجام در اوایل سال ۲۰۰۶، رمان «بچه‌های محله ما» با مقدمه‌ای از احمد کمال ابوالمجد به چاپ رسید.

## شخصیت‌های داستان
شخصیت‌های این داستان ظاهراً شخصیت‌های قرآن و کتاب مقدس بودند که در آن نام‌های واقعی تغییر داده شده بودند؛ در حقیقت این رمان روایت تازه‌ای از داستان آفرینش و پیامبران به شمار می‌رود.
قندیل: نام تغییریافته جبرئیل است به نزد قاسم (پیامبر اسلام) می‌آید و آموزش‌های جبلاوی (خداوند) را برای او نقل می‌کند.
ادهم که با لفظ آدم تشابه دارد، پسر کوچک و عزیز جبلاوی از أم سمراء است که جبلاوی او را از خود طرد می‌کند. اطلاع ادهم از سنگ وصیت با تعبیر خوردن ادهم از درخت ممنوعه رابطه تنگاتنگی دارد.
ادریس که ظاهراً تغییریافته از ابلیس است، کسی است که با ادهم دشمنی دارد و مسبب طرد ادهم و محرومیت اوست. وی همچنین کسی است که از جبلاوی تمرد کرد و جبلاوی کینه او را به دل گرفت.
جبل بیان رمزی محفوظ از موسی است؛ که در قرآن و کتاب مقدس از سخن گفتن خدا با او در کوه، و همچنین جلوه کوه در برابر او، سخن به میان رفته‌است.
رفاعه تعبیر محفوظ از عیسی است که با برداشت قرآن تطابق دارد که عیسی به سوی آسمان برده شده‌است. در این داستان جبلاوی رفاعه را نزد خود می‌برد و رفاعه در خانه جبلاوی زندگی می‌کند. محفوظ به اختلاف در مرگ رفاعه اشاره می‌کند که با اختلاف نظر مسیحیان و مسلمانان در مورد رنج‌های مسیح و به صلیب کشیدن او هماهنگ است.
قاسم تعبیر محفوظ از پیامبر اسلام است که از کنیه وی ابوالقاسم گرفته شده‌است. در این داستان قاسم یاران و همسران متعددی دارد. ازدواج قاسم با زن ثروتمندی که از او بیست‌سال بزرگ‌تر است یادآور ازدواج پیامبر اسلام با خدیجه دختر خویلد است. خروج قاسم از شهر حی را با هجرت محمد از مکه با مدینه برابر دانسته‌اند. جنگ نبابیت بیان کنایی از غزوه بدر است.
صادق در داستان محفوظ از یاران نزدیک قاسم است. پس از مرگ قاسم، صادق وارث او می‌شود؛ بسیاری شخصیت صادق را رمزی از شخصیت ابوبکر در تاریخ اسلام می‌دانند.
این داستان با مرگ جبلاوی به دست عرفه پایان می‌یابد. در این داستان، عرفه نه جبلی است، نه رفاعی، و نه قاسمی یعنی به هیچ‌یک از سه دین ابراهیمی تعلق ندارد؛ در حالی که هر سه خانواده عرفه را از خود می‌دانند. عرفه را نمادی از معرفت یا علم دانسته‌اند.